# Hylocomium alaskanum
Hylocomium alaskanum là một loài Rêu trong họ Hylocomiaceae. Loài này được (Lesq. & James) Austin mô tả khoa học đầu tiên năm 1880.